# (37) Fides
(37) Fides és l'asteroide número 37 de la sèrie, descobert per en Karl Theodor Robert Luther (1822-1900) des de Düsseldorf. Rebé el nom de Fides, deessa romana de la lleialtat.